# Ford Seattle-ite XXI
La Ford Seattle-ite XXI est un concept car conçu par Alex Tremulis et présenté le 20 avril 1962 sur le stand de Ford lors de la Exposition internationale de Seattle,. La voiture comporte également quatre volants.

## Description
La voiture comporte de nouveaux concepts dont certains sont depuis devenus réalités : unités de carburants remplaçables, parties de la voiture remplaçables, ordinateur de navigation, de cartographie ou d'information et quatre roues motrices et directrices. Le concept d'une propulsion nucléaire compacte faisait également partie du projet avec l'hypothèse que les problèmes de radiations seraient surmontés sans recourir à de gros boucliers,.
La voiture avait quatre roues directrices à l'avant et deux à l'arrière — similaires à la voiture de fiction FAB1 (en) en 1965 et à la voiture de course réelle Tyrrell P34 du début des années 1970. Les concepteurs pensaient que les six roues amélioraient la tenue de route, la conduite et le freinage. Elle avait une section moteur avant interchangeable qui permettait de transformer la voiture en un véhicule urbain économique ou, si nécessaire, en un puissant véhicule transcontinental. Tous les mécanismes de contrôle se faisaient par des accouplements flexibles. La direction se faisait au moyen d'un cadran contrôlé du bout des doigts.